# Landelijk Coördinatiecentrum Patiënten Spreiding
Het Landelijk Coördinatiecentrum Patiënten Spreiding (LCPS) is sinds 1 juli 2023 ondergebracht bij het Landelijk Netwerk Acute Zorg (LNAZ). Het LCPS kent twee onderdelen: Informatie & Coördinatie. Informatie heeft betrekking op databeheer en analyse ten behoeve van de acute zorgketen in Nederland. Het LCPS beschikt over verschillende databronnen op het gebied van de acute zorg in Nederland, zoals gegevens vanuit het Landelijk Platvorm Zorgcoördinatie (LPZ), Landelijke Traumaregistratie (LTR), Mobiele Medische Team (MMT) en de COVID cijfers. In samenwerking met de Regionale Overleggen Acute Zorg - ROAZ), ziekenhuizen, revalidatiecentra, ambulance diensten en andere zorgorganisaties zet het LCPS deze data in voor het verbeteren en het beschikbaar houden van de acute zorg in Nederland. 
Indien er vanwege een capaciteitsprobleem in de zorg sprake is van bovenregionale spreiding kan, conform het coördinatie- en opschalingsplan van de LNAZ, worden besloten tot het coördineren/verdelen van de zorgvragen over de verschillende ROAZ - regio's. Dit wordt verzorgd vanuit het Patiënt Evacuation Coördination Centre (PECC). Zij zijn onder meer actief voor de coördinatie van Medische Evacuaties, bijvoorbeeld vanuit Oekraïne. 
Start 
Het LCPS is gestart ten tijde van de coronacrisis in Nederland in 2020 om de intensieve zorg tijdens de crisis zo optimaal mogelijk in te zetten. Het centrum is 21 maart 2020 opgericht door het Ministerie van Volksgezondheid, Welzijn en Sport  Het LCPS was tijdens de eerste golf vanaf 27 maart 2020 volledig operationeel. Tijdens de tweede golf is het LCSP vanaf 23 september 2020 operationeel en gevestigd in Zeist, in het gebouw van de Landelijke Meldkamer Samenwerking (LMS).

## Type bedden
Ten tijde van de coronacrisis werden de ziekenhuisbedden in de volgende categorieën ingedeeld:
- Kliniek non covid: beschikbaar bed in kliniek voor non-covidpatiënten
- COVID19 Kliniek: beschikbaar bed voor COVID19-patiënten, buiten IC, maar in de kliniek
- IC non COVID beademd: beschikbaar beademd IC-bed voor non-covidpatiënten
- IC non COVID onbeademd: beschikbaar onbeademd IC-bed voor non-covidpatiënten
- IC COVID19: beschikbaar bed voor COVID19-patiënten binnen IC (beademd en/of isolatie)

## Statistiek
| Tabel met data Landelijk Coördinatiecentrum Patiënten Spreiding Coronacrisis in Nederland | Tabel met data Landelijk Coördinatiecentrum Patiënten Spreiding Coronacrisis in Nederland | Tabel met data Landelijk Coördinatiecentrum Patiënten Spreiding Coronacrisis in Nederland | Tabel met data Landelijk Coördinatiecentrum Patiënten Spreiding Coronacrisis in Nederland | Tabel met data Landelijk Coördinatiecentrum Patiënten Spreiding Coronacrisis in Nederland | Tabel met data Landelijk Coördinatiecentrum Patiënten Spreiding Coronacrisis in Nederland | Tabel met data Landelijk Coördinatiecentrum Patiënten Spreiding Coronacrisis in Nederland | Tabel met data Landelijk Coördinatiecentrum Patiënten Spreiding Coronacrisis in Nederland | Tabel met data Landelijk Coördinatiecentrum Patiënten Spreiding Coronacrisis in Nederland | Tabel met data Landelijk Coördinatiecentrum Patiënten Spreiding Coronacrisis in Nederland |
| Datum                                                                                     | Inschatting van aantal personen op IC                                                     | Inschatting van aantal personen op IC                                                     | Inschatting van aantal personen op IC                                                     | Verplaatsingen                                                                            | Verplaatsingen                                                                            | Duitsland                                                                                 | Duitsland                                                                                 | Duitsland                                                                                 | Bron                                                                                      |
| ----------------------------------------------------------------------------------------- | ----------------------------------------------------------------------------------------- | ----------------------------------------------------------------------------------------- | ----------------------------------------------------------------------------------------- | ----------------------------------------------------------------------------------------- | ----------------------------------------------------------------------------------------- | ----------------------------------------------------------------------------------------- | ----------------------------------------------------------------------------------------- | ----------------------------------------------------------------------------------------- | ----------------------------------------------------------------------------------------- |
| Datum                                                                                     | Totaal                                                                                    | Nederland                                                                                 | Duitsland                                                                                 | Totaal                                                                                    | Naar IC                                                                                   | Uitplaatsing                                                                              | Terugplaatsing                                                                            | Overleden                                                                                 |                                                                                           |
| 1 apr                                                                                     | 1191                                                                                      |                                                                                           |                                                                                           | 250                                                                                       |                                                                                           |                                                                                           |                                                                                           |                                                                                           |                                                                                           |
| 2 apr                                                                                     | 1273                                                                                      |                                                                                           |                                                                                           |                                                                                           |                                                                                           |                                                                                           |                                                                                           |                                                                                           |                                                                                           |
| 3 apr                                                                                     | 1324                                                                                      |                                                                                           | 14                                                                                        |                                                                                           |                                                                                           | 14                                                                                        |                                                                                           |                                                                                           |                                                                                           |
| 4 apr                                                                                     | 1360                                                                                      |                                                                                           | 17                                                                                        | 61                                                                                        | 47                                                                                        | 3                                                                                         |                                                                                           |                                                                                           |                                                                                           |
| 5 apr                                                                                     | 1385                                                                                      |                                                                                           | 24                                                                                        | 34                                                                                        | 26                                                                                        | 7                                                                                         |                                                                                           |                                                                                           |                                                                                           |
| 6 apr                                                                                     | 1409                                                                                      |                                                                                           | 37                                                                                        | 24                                                                                        | 18                                                                                        | 13                                                                                        |                                                                                           |                                                                                           |                                                                                           |
| 7 apr                                                                                     | 1424 (Hoogtepunt IC-bezetting)                                                            | 1378                                                                                      | 46                                                                                        | 18                                                                                        | 13                                                                                        | 10                                                                                        |                                                                                           |                                                                                           |                                                                                           |
| 8 apr                                                                                     | 1408                                                                                      | 1356                                                                                      | 52                                                                                        | 33                                                                                        | 12                                                                                        | 6                                                                                         |                                                                                           |                                                                                           |                                                                                           |
| 9 apr                                                                                     | 1417                                                                                      | 1361                                                                                      | 56                                                                                        | 31                                                                                        | 22                                                                                        | 4                                                                                         |                                                                                           |                                                                                           |                                                                                           |
| 10 apr                                                                                    | 1384                                                                                      | 1326                                                                                      | 58                                                                                        | 25                                                                                        | 19                                                                                        | 2                                                                                         |                                                                                           |                                                                                           |                                                                                           |
| 11 apr                                                                                    | 1391                                                                                      | 1334                                                                                      | 57                                                                                        | 20                                                                                        | 17                                                                                        |                                                                                           |                                                                                           |                                                                                           |                                                                                           |
| 12 apr                                                                                    | 1358                                                                                      | 1302                                                                                      | 56                                                                                        | 12                                                                                        | 6                                                                                         | 0                                                                                         | 1                                                                                         |                                                                                           |                                                                                           |
| 13 apr                                                                                    | 1338                                                                                      | 1283                                                                                      | 55                                                                                        | 11                                                                                        | 7                                                                                         | 1                                                                                         | 2                                                                                         |                                                                                           |                                                                                           |
| 14 apr                                                                                    | 1303                                                                                      | 1248                                                                                      | 55                                                                                        | 9                                                                                         | 9                                                                                         | 0                                                                                         | 0                                                                                         |                                                                                           |                                                                                           |
| 15 apr                                                                                    | 1279                                                                                      | 1224                                                                                      | 55                                                                                        | 10                                                                                        | 7                                                                                         | 1                                                                                         | 1                                                                                         |                                                                                           |                                                                                           |
| 16 apr                                                                                    | 1258                                                                                      | 1206                                                                                      | 52                                                                                        | 8                                                                                         | 5                                                                                         | 0                                                                                         | 2                                                                                         | 1                                                                                         |                                                                                           |
| 17 apr                                                                                    | 1235                                                                                      | 1183                                                                                      | 52                                                                                        | 6                                                                                         | 3                                                                                         |                                                                                           |                                                                                           |                                                                                           |                                                                                           |
| 18 apr                                                                                    | 1201                                                                                      | 1149                                                                                      | 52                                                                                        | 4                                                                                         | 3                                                                                         |                                                                                           |                                                                                           |                                                                                           |                                                                                           |
| 19 apr                                                                                    | 1176                                                                                      | 1125                                                                                      | 51                                                                                        | 3                                                                                         | 2                                                                                         |                                                                                           |                                                                                           | 1                                                                                         |                                                                                           |
| 20 apr                                                                                    | 1158                                                                                      | 1108                                                                                      | 50                                                                                        | 2                                                                                         | 1                                                                                         | 0                                                                                         | 1                                                                                         |                                                                                           |                                                                                           |
| Totaal                                                                                    |                                                                                           |                                                                                           |                                                                                           | 561                                                                                       | 217                                                                                       | 61                                                                                        | 7                                                                                         | 2                                                                                         |                                                                                           |